# Ukraina i Eurovision Song Contest 2011
Ukraina deltog i Eurovision Song Contest 2011 i Düsseldorf, Tyskland, och man utsåg sin representant genom en TV-sänd nationell final organiserad av det ukrainska TV-bolaget NSTU (Natsionalna suspilna teleradiokompanija Ukrajiny).

## Nationell uttagning
De första uttagningarna till tävlingen inleddes den 19 augusti 2010. Efter tre dagar, den 21 augusti, var uttagningsprocessen klar, och de 30 artister som kom att gå vidare till nästa steg i uttagningen valdes ut av en jury bestående av sju personer. De kommande uttagningarna inleddes i oktober och avslutades i november. I detta steg presenterade de utvalda sina bidrag, och vid varje tillfälle gick tre personer vidare till den nationella finalen som hölls den 27 februari 2011.
Efter de första urvalen hade 35 artister valts ut. De utvalda artisterna inkluderade artister som Verka Serdjutjka (Ukrainas representant vid Eurovision Song Contest 2007) och Anastasija Prychodko (Rysslands representant vid Eurovision Song Contest 2009). Den 14 oktober meddelade Serduchka att han drar sig ur tävlingen. NTU ersatte honom med Pavel Tabakov.

### TV-sända kvalheat
Varje direktsänt kvalheat innehöll sju bidrag. Tre bidrag från varje heat kvalificerades via juryns röster (färgade i guld), och en av tittarnas röster (färgad i silver) till den nationella finalen den 27 februari 2011.

#### Kvalheat 1
Det första kvalheatet sändes den 31 oktober 2010. De tre som kvalificerade sig via juryröster var Kristina Kim, Elena Kornejeva och Darija Medova.
| Nr | Artist          | Låt                     |
| -- | --------------- | ----------------------- |
| 1  | Yakov Smirnov   | "You'll Be With Me"     |
| 2  | Zaklyopki       | "Superhero (U-la-la)"   |
| 3  | El Kravtjuk     | "Moya nadezhda"         |
| 4  | Kristina Kim    | "Victim of My Love"     |
| 5  | Elena Kornejeva | "Why Did I Say Goodbye" |
| 6  | Inna Voronova   | "Mr. Fever"             |
| 7  | Darija Medova   | "Infinity"              |

#### Kvalheat 2
Det andra kvalheatet sändes den 7 november 2010. De tre framröstade av juryn var Ivan Berezovskij, Eduard Romanyuta och Bahroma.
| Nr | Artist           | Låt             |
| -- | ---------------- | --------------- |
| 1  | Para Normal’nyh  | "Gliadi"        |
| 2  | Eduard Romanyuta | "Berega"        |
| 3  | Ivan Berezovskij | "Ave Maria"     |
| 4  | Bahroma          | "Chernoe More"  |
| 5  | MetroPoly10      | "Think It Over" |
| 6  | HEKSI            | "Sever-Jug"     |

#### Kvalheat 3
Det tredje kvalheatet sändes den 14 november 2010. De juryframröstade blev Alexej Matias, Shanis and Jemtjug.
| Nr | Artist              | Låt                |
| -- | ------------------- | ------------------ |
| 1  | Arina Domski        | "Prosto Ljubov"    |
| 2  | Vitalij Galaj       | "My Expression"    |
| 3  | Alexej Matias       | "Always by Myself" |
| 4  | Shanis              | "Ya Tvoja"         |
| 5  | Natalija Pugatjyova | "Hey Boy"          |
| 6  | Jemtjug             | "Hero"             |
| 7  | ARMIYA              | "Allo Allo"        |

#### Kvalheat 4
Det fjärde kvalheatet sändes den 21 november 2010. De tre som kvalificerade sig via juryn var Anastasija Prychodko, Mika Newton och Zlata Ognevitj.
| Nr | Artist               | Låt              |
| -- | -------------------- | ---------------- |
| 1  | Olexandr Kvarta      | "Ne Somnevausya" |
| 2  | Vladislav Levitskij  | "Love"           |
| 3  | Dash                 | "No-one Knows"   |
| 4  | Zlata Ognjevytj      | "The Kukushka"   |
| 5  | Anastasija Prychodko | "Action"         |
| 6  | Mika Newton          | "Angely"         |
| 7  | Mila Nytytj          | "Goodbye"        |

#### Kvalheat 5
Det femte, och sista kvalheatet sändes den 28 november 2010. De tre som gick vidare på juryns röster var Jamala, Denis Povalij och Tanja Vorzjeva.
| Nr | Artist           | Låt                      |
| -- | ---------------- | ------------------------ |
| 1  | Pavlo Tabakov    | "Shake Your Body"        |
| 2  | Jamala           | "Smile"                  |
| 3  | Denis Povalij    | "Aces High"              |
| 4  | Maxim Novyts’kij | ″True Love Can Free You″ |
| 5  | Tanja Vorzjeva   | ″Vsyo resheno″           |
| 6  | Vroda            | "Zhovtee Zhyto"          |

### Semifinaler

#### Semifinal 1
| Nr | Artist              | Låt             |
| -- | ------------------- | --------------- |
| 1  | Bahroma             | "Yeyo Imya"     |
| 2  | Jemtjug             | "Hero"          |
| 3  | Vitalyj Galaj       | "My Expression" |
| 4  | HEKSI               | "Sever-Jug"     |
| 5  | Zlata Ognjevytj     | "The Kukushka"  |
| 6  | Para Normal’nyh     | "Gliadi"        |
| 7  | Tanya Vortseva      | ″Vsyo resjeno″  |
| 8  | Vladislav Levitskij | "Love"          |

#### Semifinal 2
| Nr | Artist               | Låt                     |
| -- | -------------------- | ----------------------- |
| 1  | Mika Newton          | "Angely"                |
| 2  | Ivan Berezovskij     | "Ave Maria"             |
| 3  | Shanis               | "Ya Tvoja"              |
| 4  | Zaklyopki            | "Superhero (U-la-la)"   |
| 5  | Jelena Kornejeva     | "Why Did I Say Goodbye" |
| 6  | Kristina Kim         | "Victim of My Love"     |
| 7  | Denis Povalij        | "Aces High"             |
| 8  | Anastasiya Prykhodko | "Action"                |

#### Semifinal 3
| Nr | Artist           | Låt                |
| -- | ---------------- | ------------------ |
| 1  | El Kravtjuk      | "Moya nadesjda"    |
| 2  | Darija Medova    | "Infinity"         |
| 3  | Eduard Romanjuta | "Berega"           |
| 4  | Oleksij Matias   | "Always by Myself" |
| 5  | ARMIYA           | "Allo Allo"        |
| 6  | Mila Nititj      | "Goodbye"          |
| 7  | Jamala           | "Smile"            |
| 8  | Pavlo Tabakov    | "Shake Your Body"  |

### Ursprunglig final
Den ursprungliga finalen ägde rum den 27 februari 2010. Sammanlagt 15 personer hade tagit sig till finalen via de tre semifinalerna. De tre artister som markeras med silverfärg tog sig till finalen via telefonröstning och avslöjades den 13 februari 2011. Sångaren Vitalyj Galaj diskvalificerades efter att han framfört sitt bidrag i finalen, eftersom han inte sjöng live. Även Tanya Vortseva diskvalificerades av samma anledning.
| Nr | Artist               | Låt                     | Poäng | Plats |
| -- | -------------------- | ----------------------- | ----- | ----- |
| 1  | El Kravtjuk          | "Moya nadesjda"         |       |       |
| 2  | Darija Medova        | "Infinity"              |       |       |
| 3  | Eduard Romanjuta     | "Berega"                |       |       |
| 4  | ARMIYA               | "Allo Allo"             |       |       |
| 5  | Jamala               | "Smile"                 |       | 3     |
| 6  | Bahroma              | "Yeyo Imya"             |       |       |
| 7  | Jemtjuh              | "Hero"                  |       |       |
| 8  | Vitalyj Galaj        | "My Expression          | D     | D     |
| 9  | Zlata Ognjevytj      | "The Kukushka"          |       | 2     |
| 10 | Vladislav Levitskij  | "Love"                  |       |       |
| 11 | Mika Newton          | "Angely"                |       | 1     |
| 12 | Shanis               | "Ya Tvoja"              |       |       |
| 13 | Jelena Kornejeva     | "Why Did I Say Goodbye" |       |       |
| 14 | Denis Povalij        | "Aces High"             |       |       |
| 15 | Anastasija Prychodko | "Action"                |       |       |
| 16 | Ivan Berezovskiy     | "Ave Maria"             |       |       |
| 17 | Zaklyopki            | "Superhero (U-la-la)"   |       |       |
| 18 | Mila Nytytj          | "Goodbye"               |       |       |
| 19 | Tanya Vortseva       | ″Vsyo resjeno″          | D     | D     |

- Förklaring: D = Diskvalificerad

### Ny final
Efter att kontroverser uppstått inom Ukrainas TV-bolag NTU beslutades att en ny final skulle äga rum den 3 mars. Bakgrunden till detta var att jurymedlemmen Hanna Herman ville ha en ny räkning av rösterna, eftersom det misstänktes att rösträkningen inte gått rätt till. Protesterna ledde till att de tre bäst placerade i den ursprungliga finalen (Mika Newton, Zlata Ohnevytj och Jamala kom att delta i en ny final den 3 mars 2011. I den nya finalen kom endast SMS-röster att räknas, alltså inga jury- eller telefonröster som i den ursprungliga finalen. Den 1 mars 2011 meddelade Jamala att hon inte ställde upp i den nya finalen. Den 2 mars meddelade även Zlata Ohnevytj att hon drog sig ur den nya finalen. Mika Newton blev då landets representant i Düsseldorf, dock med en annan låt än den hon vann med.